# Region Huánuco
Region Huánuco – jeden z 25 regionów w Peru. Stolicą jest miasto Huánuco.

## Podział administracyjny regionu

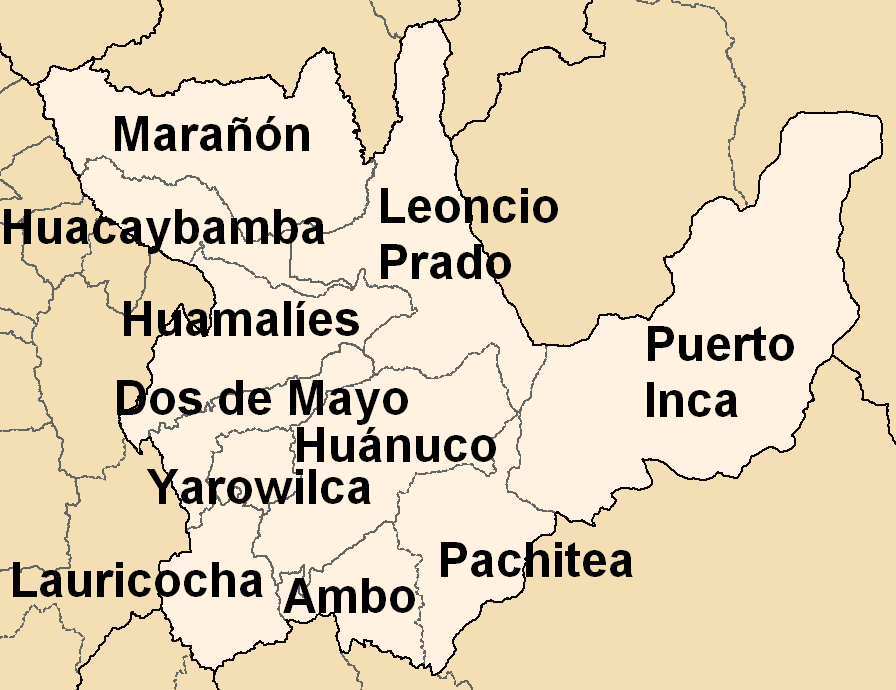
Podział regionu Huánuco na prowincje

Region Huánuco podzielony jest na 11 prowincji, które obejmują 76 dystrykty.
| Prowincja     | Stolica prowincji | Liczba dystryktów | UBIGEO |
| ------------- | ----------------- | ----------------- | ------ |
| Huánuco       | Huánuco           | 11                | 1001   |
| Ambo          | Ambo              | 8                 | 1002   |
| Dos de Mayo   | La Unión          | 9                 | 1003   |
| Huacaybamba   | Huacaybamba       | 4                 | 1004   |
| Huamalíes     | Llata             | 11                | 1005   |
| Leoncio Prado | Tingo María       | 6                 | 1006   |
| Marañón       | Huacrachuco       | 3                 | 1007   |
| Pachitea      | Panao             | 4                 | 1008   |
| Puerto Inca   | Puerto Inca       | 5                 | 1009   |
| Lauricocha    | Jesús             | 7                 | 1010   |
| Yarowilca     | Chavinillo        | 8                 | 1011   |